# 쏠
쏠(본명: 서진솔, 1998년 3월 4일 ~ )은 대한민국의 리그 오브 레전드 프로게이머로 아이디는 Ssol이다. 포지션은 AD 캐리이며 현재 리그 오브 레전드 재팬 리그의 라스칼 제스터 소속이다.

## 선수 생활
2015년 5월, 나진 e-mFire에 입단하면서 프로 커리어를 시작했다. 2016 스프링 시즌 팀의 주전으로 활동했다. 하지만 좋지 못한 모습을 보여주었다. 팀은 승강전으로 내려갔으며 챌린저스로 강등당했다. 서머 시즌에서는 좋은 모습을 보여주면서 팀의 챌린저스 우승에 기여했다. 팀은 승강전으로 올라갔으며 LCK 복귀에 성공했다.
2017 스프링 시즌 팀의 주전으로 활약했다. 하지만 팀은 승강전으로 내려갔으며 챌린저스로 강등되었다. 서머 시즌 팀의 에이스로 활동하면서 팀의 LCK 승격에 기여했다.
2018 스프링 시즌에서도 주전으로 출전했으나 좋지 못한 모습을 보여주었다. 팀은 다시 한 번 강등당했다. 서머 시즌 주전으로 출전했으며 팀의 승강전행에 기여했다. 하지만 승격에는 실패했다.
2019시즌을 앞두고 아프리카 프릭스에 입단했다. 스프링 2라운드를 앞두고 로스터에 포함되었다. 에이밍의 서브 선수로 활동했다. 2020시즌에는 미스틱의 서브 선수로 활동했다.
2021시즌을 앞두고 라스칼 제스터에 입단했다. 스프링 시즌 좋은 모습을 보여주었다. 스프링 시즌 종료 후 올프로팀에 선정되었다. 서머 시즌에서도 좋은 모습을 보여주면서 팀의 준우승에 기여했다.

## 소속팀
| # | 팀명            | 소속 기간               | 소속 리그            | 비고 |
| - | --------------- | ----------------------- | -------------------- | ---- |
| 1 | 나진 e-mFire    | 2015.05 ~ 2018.11.05    | LCK CK LCK CK LCK CK |      |
| 2 | 아프리카 프릭스 | 2018.12.17 ~ 2020.11.17 | LCK                  |      |
| 3 | 라스칼 제스터   | 2021.01.12 ~            | LJL                  |      |

## 수상 내역
- 리그 오브 레전드 챌린저스 코리아 서머 2016 우승
- IEM 시즌 11 경기 준우승
- 2016 LoL KeSPA컵 준우승
- 리그 오브 레전드 챌린저스 코리아 서머 2017 준우승
- 2019 LoL KeSPA컵 울산 우승